# Zeinab Abdel Hamid
Zeinab Abdel Hamid, (in arabo زينب عبد الحميد‎?) (Alessandria d'Egitto, 1919 – Alessandria d'Egitto, 2002), è stata una pittrice e artista egiziana.

## Biografia
Zeinab Abdel Hamid si laurea nel 1945 all'Accademia di Belle Arti di Alessandria d'Egitto, in Egitto, si specializza prima all'Accademia Reale di San Fernando a Madrid, e poi in Messico nel 1964. Dal 1969 fino agli ultimi anni della sua vita, insegna all'Università di Helwan, in Egitto.
Zeinab Abdel Hamid ha partecipato a molte mostre nazionali ed internazionali nell'arco della sua lunga vita, ricevendo svariati premi e riconoscimenti. Alcune delle sue opere sono conservate nel Museo di Arte Moderna del Cairo ed il Museo dell'Arte di Alessandria d'Egitto.